# Ottenstein (Schwarzenberg)

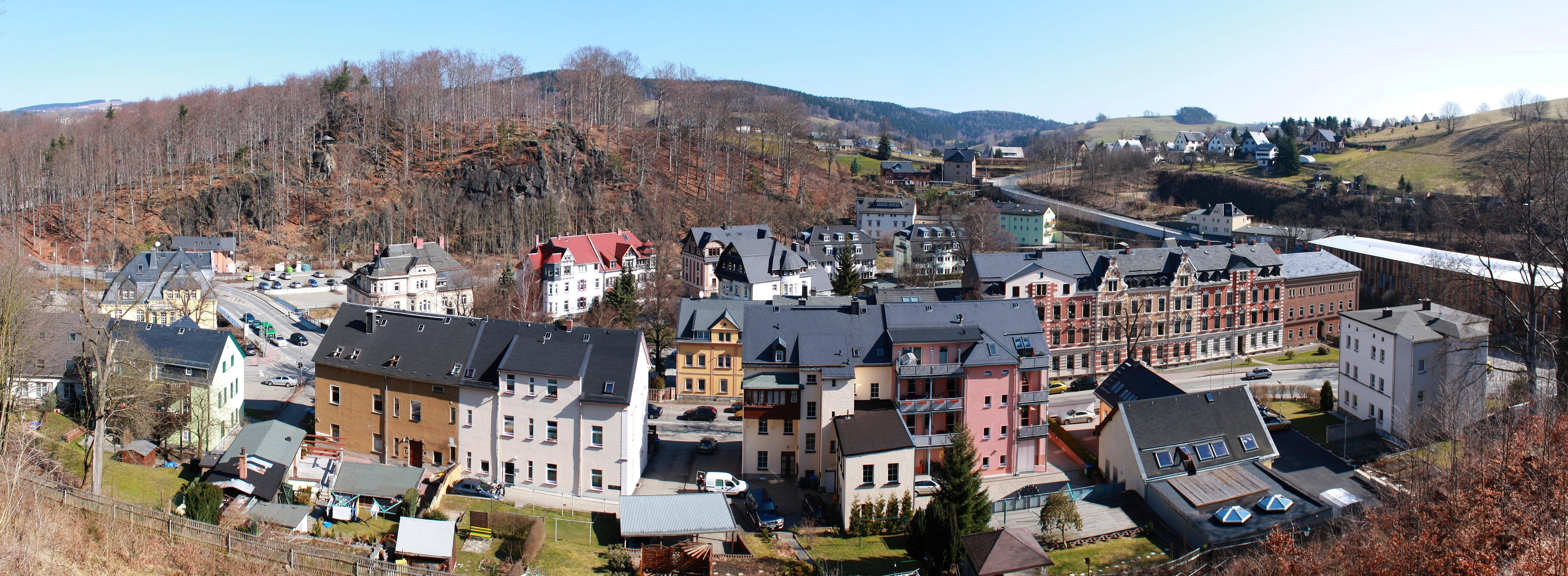
Blick von Schloss Schwarzenberg auf den Ottenstein

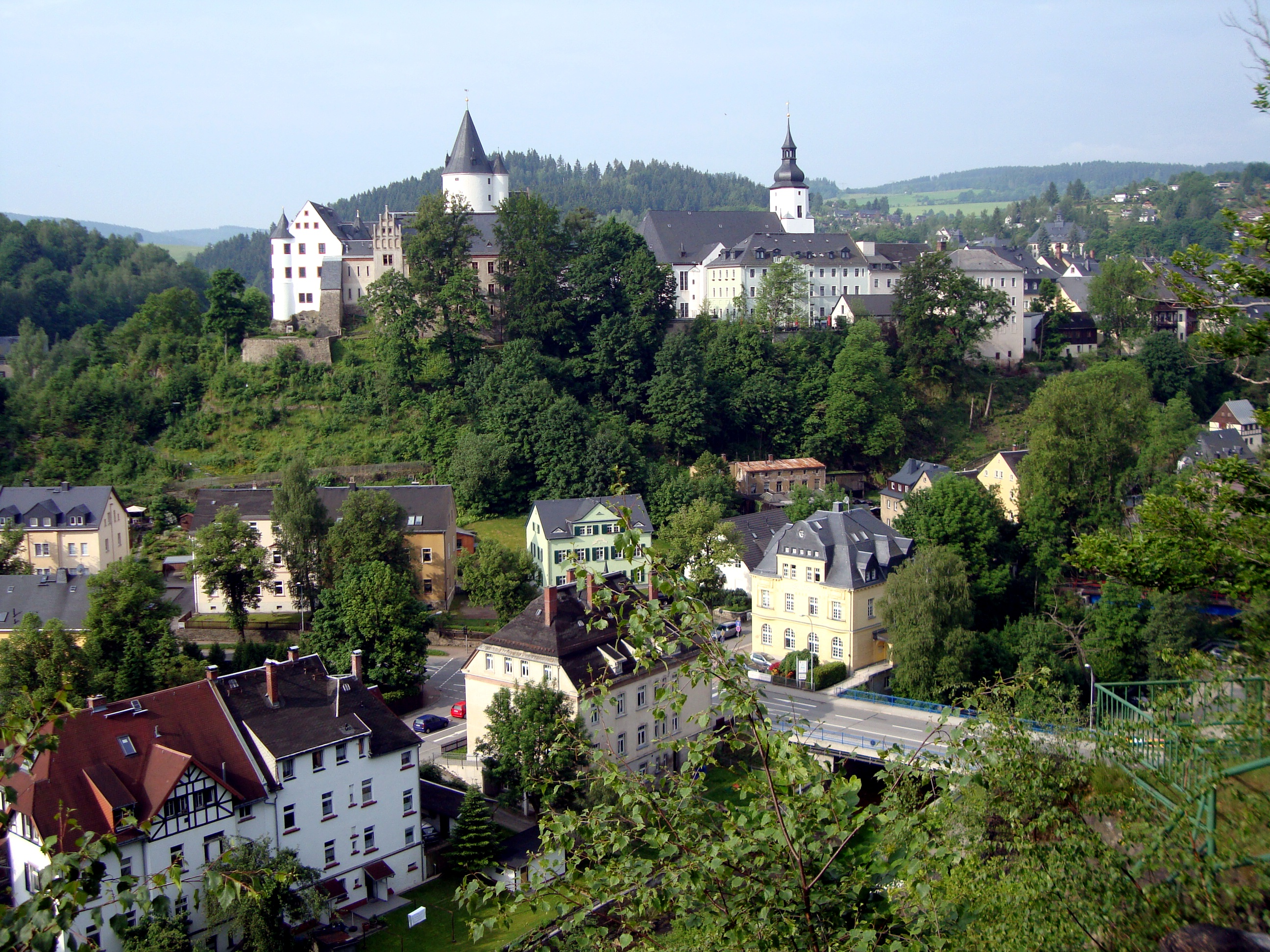
Blick vom Ottenstein auf die Stadtsilhouette von Schwarzenberg

Der Ottenstein ist eine 473,5 Meter hohe Erhebung aus Augengneis, die gemeinsam mit dem Totenstein das Stadtbild der Großen Kreisstadt Schwarzenberg im sächsischen Erzgebirgskreis umrahmt.

## Sagen
Um die Höhe ranken sich verschiedene Sagen. Der Name Ottenstein leitet sich demnach entweder von einem der ottonischen Kaiser oder von einem rheinischen Grafen Otto von Siebeneichen ab, der die Tochter eines Ritters auf der Feste Schwarzenberg heiraten wollte, nach deren frühzeitigem Tod aber auf dem später nach ihm benannten Ottenstein als Einsiedler lebte. Eine weitere Sage berichtet von einem Ritter Georg, der bei dem Versuch, auf der Flucht vor einem Lindwurm vom Totenstein zum Ottenstein zu springen, im dazwischen liegenden Schwarzwasser zerschellte.

## Altvorwerk
Am Ottenstein befand sich das amtssässige Gut Altvorwerk (Alt Forwerg), das 1791 225 volle Schocke umfasste und auch Ottenstein genannt wurde.

## Bad Ottenstein
Nachdem das Gelände unterhalb des Ottensteins 1858 durch den Bau der Karlsbader Straße für den Postkutschenverkehr erschlossen worden war, plante der Schwarzenberger Stadtrat Bauer den Bau eines Badehauses. Dazu erwarb er ein Areal am Schwarzwasser, das er als Badwiese zu Kurzwecken einrichten wollte. 1863 wurde der Bau durch Bauer und den Schwarzenberger Bürgermeister Friedrich Gustav Weidauer veranlasst, der unter anderem für Nachkuren von Kurgästen in Franzensbad und Karlsbad gedacht war. In einer Broschüre bezeichnete man die Einrichtung im Jahr der Eröffnung als Fichten- und Kiefernadel-Wannen- Dampf- und Harz-Bad und Molkenkur-Anstalt Ottenstein. Das Kurhaus der Naturheil-Anstalt umfasste etwa 100 Gästezimmer, einen Konzertsaal und eine Kegelbahn. Ein vierwöchiger Aufenthalt wurde mit 150 bis 200 Reichsmark veranschlagt. Nach einem fehlgeschlagenen Börsengang zur Vergrößerung der Anlagen ging das Anwesen an den Zwickauer Gerichtsschreiber Christian Friedrich Lorenz, der einen Konzertsaal und einen Pferdestall anbauen ließ. Durch die Anbindung anderer Kurorte an das Verkehrsnetz und das fehlende Engagement des Besitzers kam der Kurbetrieb bereits vor 1877 zum Erliegen und Bauer's Restaurant wurde nur noch als Sommerfrische, später als Hotel genutzt. Während des Ersten Weltkrieges wurde Bad Ottenstein vom Industriellen und Kommerzienrat Goßweiler erworben, der die Gebäude zu Wohn- und Bürozwecken nutzte. Nach dessen Tod 1931 ging das Anwesen an die Girozentrale Sachsens. Nach dem Ende des Zweiten Weltkriegs wurde die Gaststätte renoviert und im Hauptgebäude ein Veteranenclub eingerichtet. Im Obergeschoss entstand 1967 ein Jugendclub. Bis zum Ende der DDR verfielen die Gebäude danach immer mehr, bevor sie nach einer kurzzeitigen Nutzung als Baumarkt und Videothek 1995 abgerissen wurden. Heute befindet sich an ihrer Stelle ein Parkplatz für den benachbarten Supermarkt.

## Park Ottenstein
Der 1847 auf Anregung des Bürgermeisters Friedrich Gustav Weidauer angelegte Park am West- und Südhang des Ottensteins ist heute ein geschützter Landschaftsbestandteil der Stadt Schwarzenberg mit einer Größe von ca. 3,227 ha. Der Blick von einem der Aussichtspunkte reicht von der Altstadt bis ins benachbarte Beierfeld.